# Tomcats
Tomcats ist eine US-amerikanische Filmkomödie aus dem Jahr 2001.

## Handlung
Die Jugendfreunde um Michael, Kyle, Steve, Gary und Max machen während der Hochzeit von Max eine Wette, niemals heiraten zu wollen. Dazu wollen sie jährlich etwas Geld in einen renditestarken Anlagefonds stecken, der demjenigen zusteht, der es bis zum Schluss schafft, unverheiratet zu bleiben. Nach sieben Jahren heiratet Steve in Las Vegas und es bleiben nur noch Kyle und Michael übrig. Um in der Lobby eine unbekannte rothaarige Schönheit zu beeindrucken, spielt Michael Craps und verliert dabei nicht nur sein ganzes Geld, sondern schuldet dem Casino auch noch 51.000 US-Dollar. Er hat vier Wochen Zeit, das Geld zurückzuzahlen, aber keine Idee wie er das schaffen soll. Da fällt ihm sein alter wohlhabender Freund Kyle ein, der allerdings zwei Dinge verabscheut: Frauen, die auf Treue stehen, und wenn irgendjemand von ihm Geld leihen will. Da Michael jedoch mitbekam, dass der Jackpot nun auf 475.000 US-Dollar angewachsen ist, und von Kyle erfährt, dass seine einzig wahre Liebe Natalie Parker war, hat er einen Plan, wie er das notwendige Geld beschaffen könnte.
Er macht Natalie, die undercover als Straßenprostituierte für die Polizei arbeitet, aus und erzählt ihr seinen Plan. Sie selbst stimmt zu, da Kyle sie nach der ersten gemeinsamen Nacht auf der California State Route 1 einfach stehen gelassen hat. Allerdings will sie die Hälfte des Jackpots abhaben, wenn sie es schafft, dass Kyle sie innerhalb der nächsten 30 Tage heiratet. Und damit dies gelingt, observieren sie Kyle, um herauszufinden, auf welchen Typ Frau er steht. Dabei kommen sich Michael und Natalie näher und zwar so weit, dass sich beide fast ineinander verlieben. Doch Michael braucht das Geld, weswegen er Kyle Natalie vorstellt. Sie treffen einander. Michael beobachtet aus der Ferne, wobei er extrem eifersüchtig wird. Da Natalie allerdings auch Gefühle für Michael hat, spielt sie für Kyle die Unnahbare, sodass sie nicht mit ihm schläft und Michael darum bittet, doch seine Liebe zu gestehen. Aber da ihn die Geldsorgen plagen, muss er dies verleugnen. Er versucht mit der erstbesten Frau zu schlafen, die ihm über den Weg läuft. Allerdings ist die Bibliothekarin Jill eine heimliche Domina.
Da Kyle am linken Hoden an Hodenkrebs erkrankt ist und ihm Natalie zur Seite steht, glaubt er mit ihr die Richtige gefunden zu haben, weswegen er ihr einen Heiratsantrag macht. Weil Michael unter Druck steht, das Geld in den nächsten drei Tagen zu besorgen, muss er seine Enttäuschung darüber, seine Liebe an Kyle zu verlieren, verschweigen. Aber als Kyle ihm bei seinem Junggesellenenabend erzählt, dass er nicht vorhat in Monogamie zu leben, versucht er am nächsten Tag die Hochzeit der beiden zu verhindern. Doch er kommt zu spät und erhält zum Trost den Jackpot, womit er zumindest seine Schulden bei Carlos abzahlen kann. Als er nach einiger Zeit Kyle über den Weg läuft, erfährt er, dass die Ehe nicht vollzogen und annulliert wurde, weswegen er sich sofort aufmacht, Natalie zu suchen, um ihr seine Liebe zu erklären. Anschließend heiraten sie.

## Kritik
„Sprachlich und filmisch anrüchige Zoten-Revue, die ihren frauenfeindlichen Humor vor allem auf einer modisch gewordenen Ekel-Ebene ausbreitet. Von jeder wie auch immer gearteten künstlerischen Durchdringung ist der Film weit entfernt.“

„Auf den Spuren geschmackloser Beziehungskomödien wie „Verrückt nach Mary“, „American Pie – Wie ein heißer Apfelkuchen“ oder „Road Trip“ überrascht dieser Streifen neben dem üblichen Unter-der-Gürtellinie-Müll mit einigen wirklich witzigen Gags und Slapstick-Einlagen.“

## Hintergrund
Als Michael am Ende des Films mit dem Cello auf der Tierschützerveranstaltung zusammenstößt, ist der bekannte Wilhelmsschrei zu hören.
Der Film enthält mehrere Anspielungen und Parodien auf andere Filme, darunter Frankenstein Junior, Mission: Impossible II, American Beauty, Apocalypse Now, Pretty Woman und Die Reifeprüfung.

## Veröffentlichung
Nach seinem Kinostart am 30. Mai 2001 konnte der Film bei einem Produktionsbudget von 11 Mio. US-Dollar weltweit über 23 Mio. US-Dollar einspielen. In Deutschland startete er am 5. Juli 2001 und wurde von 477.659 Kinozuschauern gesehen. Seit dem 29. Mai 2002 ist der Film sowohl als VHS als auch als DVD erhältlich.